# Wolfgang Thieme (Fotojournalist)

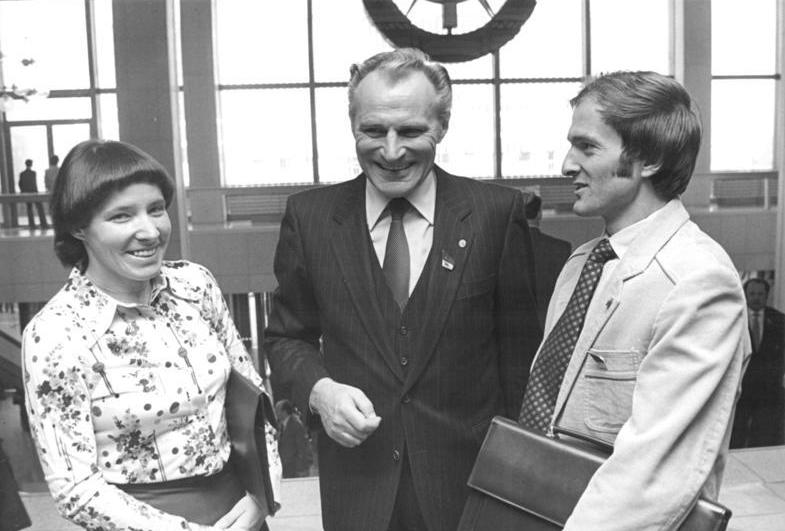
Veronika Schmidt, Rudolf Hellmann und Waldemar Cierpinski (re.) auf dem X. SED-Parteitag

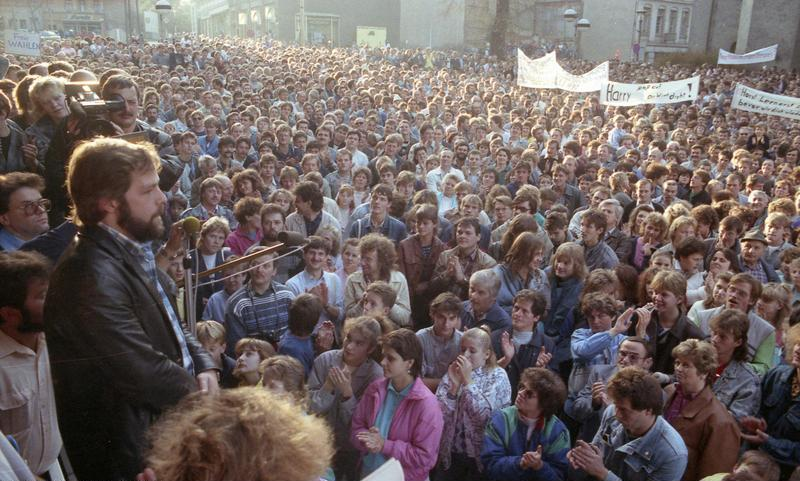
Plauen, Demonstration vor dem Rathaus am 28. Oktober 1989

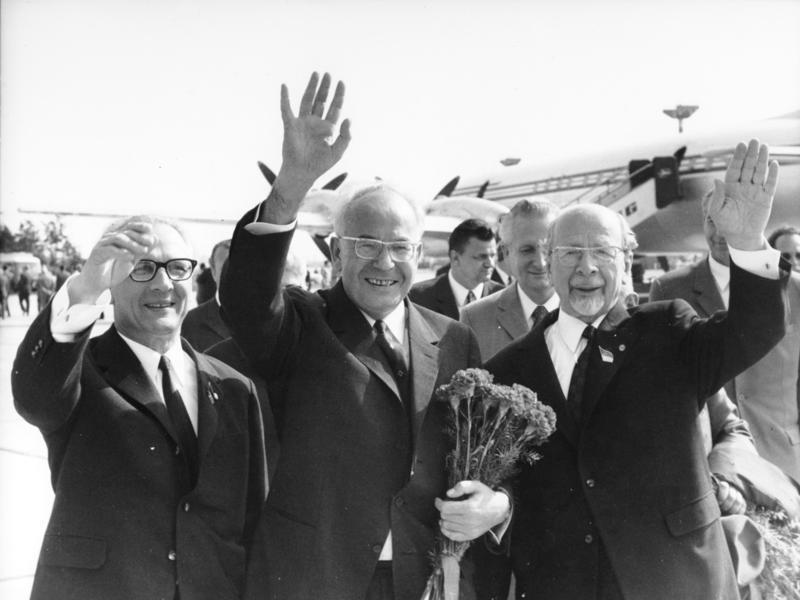
Honecker, Husák, Ulbricht (v.li.) zum VIII. SED-Parteitag

Wolfgang Thieme (* 1941) ist ein deutscher Pressefotograf. Er arbeitete jahrzehntelang für Zentralbild (ZB bzw. ADN-ZB), die zentrale Bildagentur der DDR.
Durch die Überführung des Archivs der DDR-Bildagentur in das Bundesarchiv (Deutschland) sind über 931 Einzelfotos in einem Zeitraum von 1965 bis August 1990 von ihm enthalten. Sie umfassen Fotos von DDR- und internationalen Spitzensportlern, zur Zeitgeschichte und von zeitgeschichtlich interessanten Persönlichkeiten. Er ist Bildautor von Bildbänden des Sportverlags Berlin. Seine Fotos wurden auch für DDR-„Polit-Kunst“ verwendet.
Aufgrund einer Übereinkunft zwischen dem Bundesarchiv und Wikimedia werden zahlreiche Fotos von ihm auch in der Wikipedia verwendet. Er arbeitet aktuell für die Deutsche Presseagentur (DPA), die Zentralbild übernommen hat. Seine Fotos werden von dort in die auflagenstärksten (Wochen-)Zeitungen, wie Die Zeit, Stern, Südkurier und Freie Presse (als eine große Regionalzeitung) übernommen.

## Werke
- Wolfgang Thieme (Fotos): Unser schönes Sachsen. Hrsg.: Klaus Walther, Matthias Zwarg, Ulrich Hammerschmidt. Chemnitzer Verlag und Druck, Chemnitz 2009, ISBN 978-3-937025-55-1.
- Eberhard Bräunlich, Klaus Walther, Matthias Zwarg (Hrsg.), Wolfgang Schmidt, Wolfgang Thieme (Fotos): Unsere schönsten Burgen und Schlösser, Ein sächsisches Bilderbuch. Chemnitzer Verlag und Druck, Chemnitz 2004, ISBN 3-937025-04-9.
- Wolfgang Thieme: Zeiss-Kleinplanetarium der Schulsternwarte „Sigmund Jähn“ in Rodewisch … In: Architektur der DDR, 35, Nr. 3, 1986, S. 164–165.

## Ausstellung
- 2015 Besondere Momente – Eine Retrospektive, Schloßbergmuseum Chemnitz.[1][9]